# Selaginella illecebrosa
Selaginella illecebrosa là một loài dương xỉ trong họ Selaginellaceae. Loài này được Alston mô tả khoa học đầu tiên năm 1955.